# Organisation internationale de lutte biologique
L'organisation internationale de lutte biologique (OILB) est une organisation professionnelle internationale qui s'est donné comme objectif de promouvoir le développement de la lutte biologique, et son application dans les programmes de gestion intégrée des ravageurs et de favoriser la coopération internationale dans ces domaines.
Fondée en 1955, l'OILB est affiliée au Conseil international des unions scientifiques (CIUS) ainsi qu'à l'Union internationale des sciences biologiques (UISB).

## Histoire et structure
L'histoire complète de l'OILB a été publiée en 1988 dans la revue BioControl.  
En bref, c'est en 1948 qu'est née l'idée d'une organisation internationale sur la lutte biologique. En 1950, l'UISB a décidé de soutenir la création d'une « Commission internationale de lutte biologique » (CILB) dans le cadre de la division de biologie animale de l'UISB et un comité a été créé pour promouvoir ce concept. En 1955, les statuts de la nouvelle organisation ont été ratifiés par l'UISB et la première session plénière de la CILB s'est tenue à Antibes (France). En 1958, un « Centre international d’identification des insectes entomophages » s'ouvre au MHNG à Genève, sous la direction de Charles Ferrière. En 1965, la CILB a changé de nom, passant de « commission » à « organisation » et devenant ainsi l'« Organisation internationale de lutte biologique contre les animaux et les plantes nuisibles ». En 1969, sous les auspices de l'UISB, un accord a été conclu entre les organisations pour fusionner l'OILB et le « comité consultatif international pour la lutte biologique » (International advisory committee for biological Control, actif seulement dans les pays anglo-saxons) en une organisation internationale unique sous le nom d'OILB. La revue scientifique Entomophaga  (qui a été remplacée depuis par BioControl) est la revue officielle de la nouvelle organisation. En 1971 intervient la création de l'OILB mondiale, l'ancienne OILB se transformant en une section régionale, IOBC/WPRS.
L'OILB comprend maintenant six sections régionales qui se partagent le monde :
- APRS, section régionale Asie et Pacifique,
- ATRS, section régionale afrotropicale,
- EPRS, section régionale paléarctique orientale,
- NRS, section régionale néarctique,
- NTRS, section régionale néotropicale,
- WPRS, section régionale paléarctique occidentale.

## Objectifs et fonctions
L'OILB a pour objectifs de promouvoir le développement de la lutte biologique et son application dans la gestion intégrée des ravageurs et de la coopération internationale à ces fins.
L'OILB recueille, évalue et diffuse des informations sur la lutte biologique et encourage les actions aux niveaux national et international concernant la recherche, la formation du personnel, la coordination de l'application à grande échelle et la sensibilisation du public sur  l'importance économique et sociale de la lutte biologique.
L'OILB organise des conférences, des réunions et des colloques, et prend d'autres mesures pour mettre en œuvre ses objectifs généraux.
L'OILB sert de ressource à diverses organisations internationales, par exemple à la Commission européenne sur l'utilisation durable des pesticides et sur le statut de la lutte intégrée en Europe.
au règlement CE des agents de lutte biologique (REBECA) à l'égard des agents invertébrés de lutte biologique 
,
au groupe consultatif pour la recherche agricole internationale sur la protection intégrée des cultures (CGIAR),
à l'organisation européenne de protection des végétaux (OEPP) sur les agents de lutte biologique 
et à l'organisation pour l'alimentation et l'agriculture (FAO) par rapport à la convention sur la diversité biologique (CDB),

## Langues officielles
Les langues officielles de l'OILB sont l'anglais et le français, cependant d'autres langues peuvent être parlées dans certaines réunions régionales.